# Dimos
Segons la mitologia grega, Dimos o Deimos (en grec antic: Δειμος, 'terror') va ser una divinitat que personificava del terror. Era fill d'Ares i d'Afrodita.
Acompanyava el seu pare Ares, déu de la guerra, a la batalla juntament amb el seu germà bessó Fobos i la deessa Enió. Incitava els combatents a fugir. Els dos germans eren els aurigues del déu de la guerra.
Deimos i altres terribles daimons van acompanyar l'eumènida Tisífone, en el seu afany de tornar boig a Atamant, el marit d'Ino.

## Astronomia
Asaph Hall, descobridor de les llunes de Mart, Fobos i Deimos, el setèl·lit menor el va anomenar Deimos, ja que el nom romà d'Ares és Mart, és adequat que els seus dos satèl·lits portin el nom dels seus dos fills.